# La porta stretta
La porta stretta (La Porte ètroite - IPA: /la pɔʁt‿etʁwat/) è un'opera di André Gide, pubblicata nel 1909 che l'autore non considera come un romanzo, ma come un racconto e una controparte de "L'Immoralista". 
La porta stretta è narrato da uno dei personaggi principali, Jérôme , « un personaggio floscio [...] che implica una prosa floscia », che peraltro, nell'incipit, nega di fare della letteratura: «Altri avrebbero potuto farne un libro; ma la storia che qui narro ho messo tutta la mia forza a viverla e la mia virtù vi si è logorata. Scriverò dunque molto semplicemente i miei ricordi, e se qua e là sono a brandelli, non ricorrerà a nessuna invenzione per rattopparli o unirli; lo sforzo che farei per acconciarli guasterebbe l'estremo piacere che spero di provare nel narrarli. »
Gide introduce la voce dell'altro personaggio principale, Alissa, attraverso delle lettere e soprattutto attraverso un diario da lei scritto, parte essenziale dell'opera, che agli occhi dell'autore, comanda e giustifica la scrittura di tutto ciò che precede. Perché se Jerome è il narratore, è attorno ad Alissa che ruota l'opera. Questo è un caso di studio ed è proprio per non turbare lo sviluppo del suo personaggio che Gide ha volutamente attenuato l'altro personaggio della storia: « [...] senza un tale eroe la tragedia non sarebbe stata possibile o almeno sarebbe intervenuto lui nell'evoluzione del carattere della donna - evoluzione che volevo purissima ».

## Riassunto
« Senza dubbio ho compreso solo imperfettamente la causa dell'angoscia di Alissa, ma ho sentito intensamente che quest'angoscia era molto fin troppo forte per quella piccola anima palpitante, per quel piccolo corpo tutto scosso dalle lacrime. »
Il rapporto di Jérôme e Alissa fiorì in un comune fervore religioso, approfondito da letture comuni. Anno dopo anno,  Jérôme s'impegna con Alissa e per lei nella virtù più assoluta e non ha altro desiderio che sposarla: « Ignorerei il paradiso se non ti incontrassi lì. » Tuttavia Alissa scopre che anche sua sorella, Juliette, è innamorata di Jérôme. Decide di rinviare il loro fidanzamento nel tentativo di farsi da parte in favore di sua sorella minore. Quest'ultima, però, assicuratasi che Jérôme non provi nulla per lei, compete nel sacrificio sposando un altro uomo.
Ne segue una lunga separazione. Juliette, circondata dall'affetto di suo marito, trova, in assenza della felicità sognata, un appagamento. Jérôme e Alissa possono ancora una volta dare libero sfogo al loro amore. Le lettere che si scambiano avvolgono i loro sentimenti con una tale purezza che temono il confronto con la realtà. Se i loro primi incontri sono mediocri, i seguenti sono sicuramente migliori. Tuttavia, Alissa rifiuta ancora una volta qualsiasi possibilità di felicità materiale e terrena:
« - Cosa può l'anima preferire alla felicità? Ho pianto impetuosamente. Lei sussurrò: « - La santità... »
Per allontanare da lei il cugino, per lasciarlo più libero di avvicinarsi a Dio, Alissa s'impegna a farsi brutta e intorpidire il suo spirito. Jérôme, confuso, non riconosce più la persona che amava e i due si separano. Tre anni dopo, un nuovo incontro tra un deluso Jérôme e una dolorosamente emaciata Alissa precede di poco la morte della giovane ragazza. Il suo diario, posto prima dell'epilogo, rivela la paura di una felicità raggiunta troppo presto, la paura di qualsiasi desiderio o incarnazione dell'amore, la sua ostinazione a considerarsi come un ostacolo tra Jérôme e la santità, il suo gusto smoderato per il sacrificio, il suo conflittuale dialogo con Dio, i suoi dubbi e la sua sofferenza.

## Intorno all'opera
La porta stretta fu, nel 1909, il primo grande successo letterario di Gide. Nonostante la critica avesse già apprezzato alcuni dei suoi precedenti lavori, fu proprio questo a permettergli di andare ben oltre la cerchia ristretta dei letterati (e di non pubblicare più a vuoto). Senza ignorare l'elogio, Gide deve tener conto del fatto che buona parte di esso si basa su un malinteso. Mentre il libro è concepito come una controparte de L'Immoralista, come l'altra faccia dello stesso eccesso, i critici, che prima avevano paragonato l'autore a Michel, ora lo assimilano ad Alissa e lo credono tornato nel grembo della virtù. Francis Jammes, che, come Claudel, alcuni anni prima aveva tentato invano di convertire Gide al cattolicesimo, dipinge un ritratto ditirambico di Alissa. Altro vedono, in questo « affinamento della virtù » , « un'aberrazione colpevole » e rimproverano Gide per aver scritto un libro « morboso e malsano ».
Nonostante le divergenti opinioni, nessuno sembra percepire la distanza che separa Gide dalla sua eroina e la dimensione critica di quest'opera. È vero, i parallelismi tra la narrazione e la vita dell'autore sono numerosi e si è tentato di assimilare gli uni agli altri. Tuttavia La porta stretta, come L'Immoralista, è solo uno dei possibili equilibri che Gide esplora letterariamente mentre cerca, personalmente, altri equilibri. « […] Di questa successione di stati, lui fa un riassunto: sarebbe molto peggio conoscerlo che aspettarsi che ne preferisca uno. Tutti convivono in lui, vi si uniscono, vi combattono tra loro, si fortificano a vicenda », spiega Henri Ghéon in un articolo scritto nell'aprile del 1910. S'impegna a rispondere a quanti vedono in quest'opera un culmine e un inizio di una conversione: « La cronologia delle opere non significa nulla nel suo caso. [...] Se "La porta stretta" è nata per ultima, nell'epoca più bella, è per puro caso e non perché traduce un nuovo atteggiamento morale. » E alla fine, ricorda questo elemento essenziale: « All'inizio di "La porta stretta" , per quanto sorprendente possa sembrare, troviamo un'intenzione di satira: la satira al sacrificio di sè stessi. Eppure che dono di sincerità, di affermazione vi risuona. Il romanziere è stato conquistato dalla sua eroina, ha sposato la sua follia. »
Questa storia viene paragonata anche a Il giglio della valle di Honoré de Balzac in cui il personaggio di Henriette viene consumato dall'amore e preferisce morire per raggiungere il paradiso piuttosto che dannarsi condividendo la felicità "terrena" con Félix.
La porta stretta, quindi, è solo il tassello di un puzzle costituito dall'opera di Gide e lo si può capire veramente solo tenendo conto del suo posto nel tutto, in particolare nel suo rapporto "stretto" con L'Immoralista.

## Edizioni italiane
- La porta stretta, traduzione di Adolfo Franci, Milano, Bottega di poesia, 1925.
- La porta stretta, traduzione di Irene Riboni, Milano, Treves, 1936. - Collezione Amena n.53, Milano, Garzanti, 1944, II ed. 1949.
- La porta stretta, Collezione Alfa n.7, Roma, Editoriale Romana, 1944.
- La porta stretta, traduzione di Oreste Del Buono, Collana BUR n.601-602, Milano, Rizzoli, 1953.
- La porta stretta, traduzione di Sam Carcano, a cura di Carlo Bo, Collana Grande Universale Letteratura, Milano, Mursia, 1966.
- La porta stretta, traduzione di Vanna Sanna, Collana I Grandi Libri n.64, Milano, Garzanti, 1966.
- La porta stretta, traduzione di Roberta Ferrara, Torino, Einaudi, 1967.
- La porta stretta, in Romanzi, traduzione di Maria Gallone, Collana I Grandi della Letteratura, Milano, Fabbri Editori, 1968. - Rimini, Gulliver, 1985.
- La porta stretta, traduzione di Emilio Castellani e Maria Castellani e Roberto Rebora, Introduzione di Sandra Teroni, Collana I Capolavori n.54, Firenze, Sansoni, 1967.
- La porta stretta, traduzione di A. Montemagni, Collana Highlander, Massa, Edizioni Clandestine, 2021, ISBN 978-88-659-6971-7.
- La porta stretta, traduzione di Giuseppe Giovanni Allegri, Collana UEF. I Classici, Milano, Feltrinelli, 2023, ISBN 978-88-079-0436-3.